# Os Farofeiros
Os Farofeiros es una película de comedia brasileña de 2018 dirigida por Roberto Santucci y escrita por Paulo Cursino se estrenó el 8 de marzo de 2018 en todos los cines brasileños. Las escenas fueron filmadas en una casa ubicada en el barrio de Itaipuaçu en el municipio de Maricá en Río de Janeiro.

## Enredo
Cuatro compañeros de trabajo deciden pasar las vacaciones con sus familias en una casa de playa alquilada. Pero al llegar al sitio descubren que la casa está sucia y vieja y que la playa está llena de turistas, lo que se suponía que eran días de descanso se convierte en un desastre.

## Elenco
- Maurício Manfrini, Paulo Gonçalo Lima
- Antônio Fragoso, Alexandre Salomão (Alê)
- Danielle Winits, Renata Salomão
- Cacau Protásio, Jussara Ferrari Lima
- Charles Paraventi, Pedro Pereira Rocha
- Elisa Pinheiro, Vanete Pereira Rocha
- Aline Riscado, Ellen
- Nilton Bicudo, Rodrigo dos Santos Pena (Diguinho)
- Felipe Roque, Adonis
- Tony Tornado, Dr. Alberto
- Ana Cecília Banal, Anita Pereira Rocha
- Gabriel Rocha, Enzo Ferrari Lima (Pitoco)
- Melissa Nóbrega, Bebela Salomão
- Duda Batista, Tininha
- Theo Medon, Fabinho Salomão

## Producción
Se especuló una secuela para esta película en marzo de 2018